# Esquirol volador de Sipora
L'esquirol volador de Sipora (Hylopetes sipora) és una espècie de rosegador de la família dels esciúrids. És endèmic de l'illa de Sipura, a l'arxipèlag de Mentawai (Indonèsia). El seu hàbitat natural són els boscos primaris de plana. El seu entorn pateix desforestació a causa de la tala d'arbres i la transformació del terreny per a usos agrícoles.